# Alex Cord
Pour les articles homonymes, voir Cord.
Alex Cord (Alexander Viespi Jr), né le 3 mai 1933 à New York et mort le 9 août 2021 à Valley View au Texas, est un acteur américain. Il est connu dans le rôle de Ringo Kid dans le film La Diligence vers l'Ouest en 1966 et le rôle de Michael « Archangel » Coldsmith-Briggs III dans la série emblématique Supercopter grâce à laquelle il devient une star de télévision internationale dans les années 1980.

## Biographie

### Jeunesse et formation
Issu d'une famille italienne, Alex Cord est touché par la poliomyélite à l’âge de douze ans. Avec sa famille, il emménage dans le Wyoming où les docteurs lui conseillent de faire de l'équitation. À l’âge de seize ans, cette thérapie peu ordinaire l’aide à se remettre de la maladie. Il suit des études de théâtre à l’université de New York et à l'American Shakespeare Theatre de Stratford au Connecticut.

## Filmographie

### Cinéma
- 1962 : Les Liaisons coupables (The Chapman Report) de George Cukor : Bardelli
- 1965 : Synanon de Richard Quine : Zankie Albo
- 1966 : La Diligence vers l'Ouest (Stagecoach) de Gordon Douglas : Ringo Kid
- 1968 : Une minute pour prier, une seconde pour mourir (Un minuto per pregare, un instante per morire) de Franco Giraldi : Clay McCord
- 1968 : Les Frères siciliens (The Brotherhood) de Martin Ritt : Vince Ginetta
- 1969 : Stiletto de Bernard L. Kowalski : le comte Cesare Cardinali
- 1970 : La Dernière Grenade (The Last Grenade) de Gordon Flemyng : Kip Thompson
- 1971 : The Tell-Tale Heart (court métrage) de Steve Carver : le meurtrier
- 1972 : L'etrusco uccide ancora d'Armando Crispino : Jason Porter
- 1974 : Chosen Survivors de Sutton Roley : Steven Mayes
- 1975 : Inn of the Damned de Terry Bourke : Cal Kincaid
- 1977 : Sidewinder 1 de Earl Bellamy
- 1977 : Grayeagle de Charles B. Pierce : Greyeagle
- 1977 : Beggarman, Thief de Irwin Shaw : Evans Kinsella
- 1984 : Les Guerriers de la jungle (en) (Euer Weg führt durch die Hölle) d’Ernst R. von Theumer : Nick Spilotro
- 1988 : Le Clandestin de Greydon Clark
- 1990 : S.Q.U.A.D., police de l'ombre (Street Asylum) de Gregory Dark : le capitaine Bill Quinton
- 1990 : A Girl to Kill For de Richard Oliver
- 1991 : Joey Takes a Cab d’Albert Band : Mike / Wino
- 1992 : Les Racines du mal (Roots of Evil) de Gary Graver : Jake
- 1992 : The Naked Truth de Nico Mastorakis : Herskovitz
- 1993 : CIA: nom de code Alexa (CIA Code Name: Alexa) de Joseph Merhi : Victor Mahler
- 2009 : Le Souffle de la terre (Fire from Below) de Andrew Stevens et Jim Wynorski : le général Mark « Stonewall » Jackson

### Téléfilms
- 1967 : The Scorpio Letters de Richard Thorpe : Joe Christopher
- 1973 : Genesis II de Gene Roddenberry : Dylan Hunt
- 1977 : Have I Got a Christmas for You de Marc Daniels
- 1977 : Beggarman, Thief de Irwin Shaw : Evans Kinsella
- 1977 : Horizons en flammes (Fire!) de Earl Bellamy : Packard Gentry
- 1981 : Best of Friends de Ron Satlof : Bill
- 1981 :

Les survivants du Goliath : Dr Sam Marlow
- 1984 : Supercopter (Airwolf) de Donald P. Bellisario : Michael « Archangel » Coldsmith-Briggs III
- 1988 : Les Douze Salopards : Mission fatale (The Dirty Dozen: The Fatal Mission) de Lee H. Katzin : Dravko Demchuk

### Séries télévisées
- 1961 : Laramie : John Sanford
- 1961 : Ben Casey : Frank Paulson
- 1961 : Frontier Circus : Nino Sanchez
- 1962 : Les Barons de la pègre : Larry Rome
- 1962-1963 : Naked City : divers personnages (2 épisodes)
- 1963 : Armstrong Circle Theatre : Juri Mishukov
- 1963 : Alcoa Premiere : Tomas Caliban
- 1963 : The Nurses : Dr Brian
- 1963 : BBC Sunday-Night Play : Jerry Rogers
- 1963-1964 : Route 66 : divers personnages (5 épisodes)
- 1964 : ITV Play of the Week : Alvaro
- 1964 : East Side/West Side : Sam
- 1965 : Le Proscrit (Branded) : Jed Colbee
- 1967 : Bob Hope Presents the Chrysler Theatre : Lucky Paxton
- 1971 : Night Gallery : Erik Sutton
- 1972 : Gunsmoke : Pete Brown
- 1972 : Mission impossible (Mission: Impossible) : Peter Cordel
- 1972 : Insight : Tom Slade
- 1973 : Sur la piste du crime (The F.B.I.) : Haynes
- 1973 : Vivre libre (Born Free) : Paul Morgan
- 1973-1976 : Police Story : divers personnages (4 épisodes)
- 1975 : Matt Helm : Gallagher
- 1976 : Joe Forrester
- 1976 : Sur la piste des Cheyennes : McWhorley
- 1976 : Sergent Anderson : Bass
- 1976 : L'homme qui valait trois milliards : Dave Harraway
- 1978 : W.E.B. : Jack Kiley (5 épisodes)
- 1979-1984 : La croisière s'amuse (The Love Boat) : divers personnages (2 épisodes)
- 1981 : Les Survivants du Goliath (Goliath Awaits) de Kevin Connor (mini-série) : Dr Sam Marlowe
- 1982 : Cassie & Co. : Mike Holland (13 épisodes)
- 1980-1984 : L'Île fantastique (Fantasy Island) : divers personnages (5 épisodes)
- 1984 : Hôtel (Hotel) : Preston Dwyer
- 1984-1986 : Supercopter (Airwolf) : Michael « Archangel » Coldsmith-Briggs III (55 épisodes)
- 1986 : Arabesque (Murder, She Wrote) : Preston Bartholomew (2 épisodes)
- 1987 : The Law and Harry McGraw : Alec Harris
- 1988 : Simon et Simon (Simon & Simon) : Roland Vicente / Harry Lubash
- 1988 : War of the Worlds : Marcus Madison Mason
- 1988 : Monsters : John Thunston
- 1989 : Freddy, le cauchemar de vos nuits (Freddy's Nightmares, a Nightmare on Elm Street: The Series)) : le général
- 1989 : Mission impossible, 20 ans après (Mission: Impossible) : Daniel Travers
- 1989-1992 : La loi est la loi (Jake and the Fatman) : divers personnages (2 épisodes)
- 1992 : High Sierra Search and Rescue : Marshal D.J. Stone
- 1995 : Kung Fu, la légende continue (Kung Fu: The Legend Continues) : Gary Bennett
- 1995 : Walker, Texas Ranger : Larry Curtis
- 1996 : Surfers détectives (High Tide) (2 épisodes)

## Distinctions

### Récompense
- Cérémonie des Golden Boot Awards 2001 : Meilleur acteur

### Nominations
- Cérémonie des Photoplay Awards 1966 : Gold Medal du meilleur acteur
- Cérémonie des Laurel Awards 1966 : Meilleur nouvel acteur